# Teufel im Leib (1986)
Teufel im Leib ist ein französisch-italienisches, erotisches Filmdrama von Marco Bellocchio aus dem Jahr 1986. Die Hauptrolle spielte Maruschka Detmers.
Die Handlung beruht auf dem Roman Le Diable au corps von Raymond Radiguet (1903–1923). Der Roman wurde zuvor in den Jahren 1947 und 1970 sowie danach in den Jahren 1989 und 1990 verfilmt.

## Handlung
Schauplatz der Handlung ist Italien. Andrea steht kurz vor dem Abitur, als er sich in die um einige Jahre ältere Nachbarin Giulia verliebt. Giulia hat einen Freund, der als Terrorist sich gerade in der Untersuchungshaft befindet, den sie aber heiraten will. Anfangs weigert sie sich, eine Beziehung mit Andrea einzugehen, lässt sich dann aber doch auf ihn ein. Die Situation wird kompliziert, als die Mutter ihres Verlobten davon erfährt und sich an Andreas Vater wendet, der früher einmal Giulia psychiatrisch behandelt hat. Während sich zwischen Giulia und Andrea eine leidenschaftliche Affäre entfaltet, steht die Entlassung von Giulias Verlobten bevor.

## Kritiken
Prisma-online.de beschrieb den Film als „öde“, Cinema.de nannte den Film dagegen „sinnlich und berührend.“
Der deutsche film-dienst meinte: „Durch die unentschiedene Inszenierung, die vergeblich nachzuweisen versucht, welche Verbindungen zwischen psychosozialen Bedingungen, freier Sexualität und depressiv-psychologischen Krankheitsbildern bestehen, und durch einige überflüssige Spekulationen zwiespältig.“
Joachim Kurz schrieb bei Kino-Zeit: „Es sind zweifellos gute und interessante Ansätze in Teufel im Leib vorhanden, die bei geschickterer Inszenierung einiges an Vergnügen und Erkenntnisgewinn hätten bereiten können. Leider versteht es Marco Bellocchio aber nicht, das Potenzial der Geschichte und seiner Darsteller auszuschöpfen. Angestrengt hangelt sich der Film von Szene zu Szene und widmet sich ausführlich dem Körper der häufig nackt agierenden Maruschka Detmers, deren darstellerische Unterforderung noch im Nachhinein das ganze Mitgefühl des Zuschauers herausfordert.“

## Hintergrund
Der Film wurde in den 1980er-Jahren zum Skandal, nicht zuletzt wegen der Szene, in der Giulia (Maruschka Detmers) Fellatio praktiziert. Die Praktik wurde dabei nicht vorgetäuscht, in der ungeschnittenen Version des Films wird sie sehr detailliert gezeigt.

## Auszeichnungen
- Golden Ciak Awards 1987: Beste Kamera (Migliore Fotografia) für Giuseppe Lanci
- Nastro d’Argento 1986: Nominiert als bester Newcomer (Migliore Attore Esordiente) für Federico Pitzalis